# Mohamed Ben Mustapha
 (janvier 2013).
Si vous disposez d'ouvrages ou d'articles de référence ou si vous connaissez des sites web de qualité traitant du thème abordé ici, merci de compléter l'article en donnant les références utiles à sa vérifiabilité et en les liant à la section « Notes et références ».
Mohamed Ben Mustapha dit Hamadi Kerkeni (حمادي القرقني), né le 9 juillet 1953 à Sfax, est un joueur et entraîneur de volley-ball tunisien. Il dispose d'un palmarès tant au niveau national que continental.

## Biographie
Il découvre très jeune le volley-ball au sein de l'Union sportive des transports de Sfax (USTS). Il signe à son tour au profit de cette équipe, où il évolue entre 1967 et 1975, et remporte dès ses débuts des titres dans toutes les catégories.
Il joue entre 1975 et 1984 au Club africain, qui avait monté une équipe avec les transfuges de l'USTS, notamment Abderrazak Miladi, Mohamed Kerkeni, Abdelaziz Derbal, Bahri Trabelsi Rachid et Hédi Boussarsar. Ils remportent alors de nombreux titres nationaux et continentaux.
En parallèle, il évolue en équipe de Tunisie de 1971 à 1981.
Devenu entraîneur, il passe successivement au Club africain, au Qadsia Sporting Club, à l'Al-Ahli, au Club sportif sfaxien, à l'USTS, au Al Ain Club et à l'Espérance sportive de Tunis.

## Palmarès

### Clubs
- Champion de Tunisie : 1972, 1981, 1983
- Champion de Tunisie juniors : 1974
- Coupe de Tunisie :
  - Vainqueur : 1983, 1984
  - Finaliste : 1972, 1974, 1978, 1982

### Équipe nationale
- Jeux africains :
  -  1973, 1978
- Championnat d'Afrique :
  -  1979
  -  1976
- Coupe d'Afrique[Quoi ?]
  -  1977 (meilleur joueur)
- Championnat arabe :
  -  1980 (meilleur joueur)
- Coupe afro-arabe :
  -  1981

### Entraîneur
- Champion du Koweït : 1984, 1985, 1987, 1988, 1990, 1999, 2000
- Championnat du Golfe[Quoi ?] :
  - Vainqueur : 1986, 1988, 1989
  - Finaliste : 1985
- Championnat arabe :
  - Finaliste : 1987, 1989
- Champion d'Arabie saoudite : 1993
- Champion de Tunisie juniors : 1994
- Championnat maghrébin des cadets : 
  - Vainqueur : 1994
- Champion du Koweït juniors : 1998, 2011
- Champion des Émirats arabes unis cadets : 2006
- Championnat de Tunisie :
  - Vainqueur : 2008
  - Finaliste : 2009
- Coupe de Tunisie :
  - Vainqueur : 2008, 2009
- Coupe du Koweït juniors : 2011